# Aleksandr Krupski
Aleksandr Konstantinowicz Krupski (ros. Александр Константинович Крупский; ur. 4 stycznia 1960 w Irkucku) – rosyjski lekkoatleta specjalizujący się w skoku o tyczce, który startował w barwach Związku Radzieckiego.
Międzynarodową karierę rozpoczynał zajmując w 1979 drugie miejsce podczas mistrzostw Europy juniorów. W 1982 roku wywalczył złoty medal mistrzostw Europy. Trzykrotnie stawał na podium podczas halowych mistrzostw Europy. Brązowy medalista zawodów Przyjaźń-84. 
Trzykrotny halowy mistrz ZSRR.

## Osiągnięcia
| Rok  | Impreza                     | Miejsce   | Pozycja    | Wynik |
| ---- | --------------------------- | --------- | ---------- | ----- |
| 1978 | Zawody przyjaźni            | Bukareszt | 3. miejsce | 5,00  |
| 1979 | Mistrzostwa Europy juniorów | Bydgoszcz | 2. miejsce | 5,40  |
| 1981 | Halowe mistrzostwa Europy   | Grenoble  | 2. miejsce | 5,65  |
| 1982 | Halowe mistrzostwa Europy   | Mediolan  | 4. miejsce | 5,55  |
| 1982 | Mistrzostwa Europy          | Ateny     | 1. miejsce | 5,60  |
| 1983 | Finał A pucharu Europy      | Londyn    | 2. miejsce | 5,50  |
| 1984 | Halowe mistrzostwa Europy   | Göteborg  | 3. miejsce | 5,60  |
| 1984 | Przyjaźń-84                 | Moskwa    | 3. miejsce | 5,70  |
| 1985 | Halowe mistrzostwa Europy   | Pireus    | 2. miejsce | 5,70  |
| 1985 | Finał Grand Prix IAAF       | Rzym      | 3. miejsce | 5,70  |

## Rekordy życiowe
| Konkurencja             | Wynik | Data             | Miejsce   |
| ----------------------- | ----- | ---------------- | --------- |
| Skok o tyczce – stadion | 5,82  | 20 sierpnia 1984 | Budapeszt |
| Skok o tyczce – hala    | 5,70  | 16 lutego 1985   | Kiszyniów |
| Skok o tyczce – hala    | 5,70  | 3 marca 1985     | Pireus    |